# Martin Roos

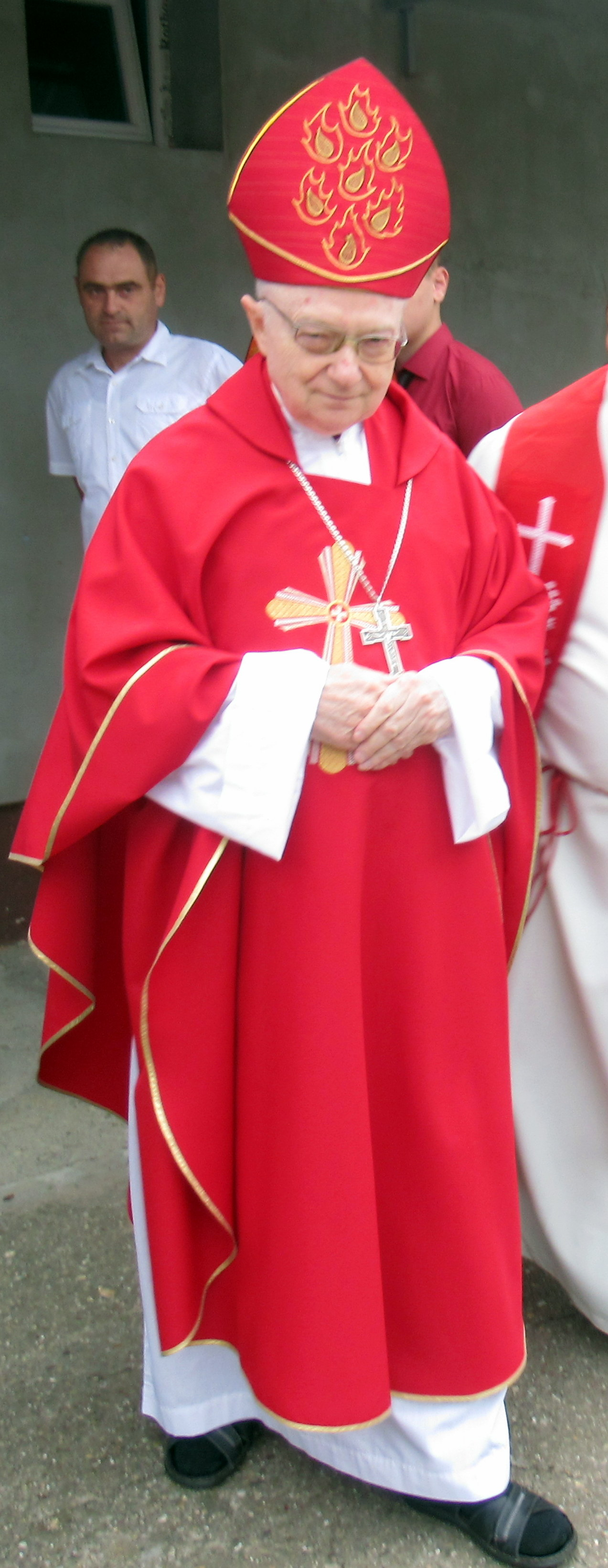
Martin Roos

Martin Roos (* 17. Oktober 1942 in Satchinez, Königreich Rumänien) ist ein rumäniendeutscher Geistlicher und emeritierter römisch-katholischer Bischof von Timișoara.

## Leben

Wappen von Martin Roos

Martin Roos absolvierte die Grundschule in seinem Geburtsort und besuchte zwischen 1957 und 1961 die Mittelschule in Alba Iulia (Karlsburg). Das theologische Studium begann er ebenfalls dort, setzte es aber von 1962 bis 1969 in Deutschland an der Philosophisch-Theologischen Hochschule Königstein fort. Er empfing die Priesterweihe am 3. Juli 1971 durch Karl Joseph Leiprecht, Bischof von Rottenburg. Er war in der Seelsorge tätig in Stuttgart-Obertürkheim (1971–1973) und in Stimpfach (1973–1990). Anschließend war er für das Priesterwerk St. Gerhard tätig.
Am 24. Juni 1999 ernannte ihn Papst Johannes Paul II. zum Bischof des 1930 gegründeten Bistum Timișoara. Die Bischofsweihe spendete ihm der Apostolische Nuntius in Rumänien, Erzbischof Jean-Claude Périsset, am 28. August 1999. Mitkonsekratoren waren der Bischof von Szeged-Csanád, Endre Gyulay, und Johannes Kreidler, Weihbischof in der Diözese Rottenburg-Stuttgart. Den Hirtenstab überreichte Bischof Sebastian Kräuter seinem Nachfolger persönlich.
Die Theologische Fakultät Fulda verlieh ihm am 4. Februar 2011 wegen seiner Verdienste um die Erforschung der Kirchengeschichte des Banats wie auch um den Studien- und Bildungsaustausch, vor allem in der Priesterausbildung, zwischen den Diözesen Timișoara und Fulda die Ehrendoktorwürde. An der Eucharistiefeier in der Kapelle des Bischöflichen Priesterseminars nahmen der Apostolische Nuntius in Deutschland, Erzbischof Jean-Claude Périsset, und Bischof Heinz Josef Algermissen sowie Rektor Christoph Gregor Müller und Regens Cornelius Roth teil.
Papst Franziskus nahm am 16. Mai 2018 seinen altersbedingten Rücktritt an.

## Werke
- Maria-Radna. Ein Wallfahrtsort im Südosten Europas., Band I, Schnell & Steiner, Regensburg, 1998, ISBN 3-7954-1170-X
- Maria-Radna. Ein Wallfahrtsort im Südosten Europas., Band II, Schnell & Steiner, Regensburg, 2004, ISBN 3-7954-1183-1
- Erbe und Auftrag. Die alte Diözese Csanád, Bd. 1. Teil 1: Von den Anfängen bis zum Ende der Türkenzeit. 1030–1718, 2009 (ohne ISBN)